# Liste der Bischöfe von Melfi-Rapolla
Die folgenden Personen waren Bischöfe von Melfi-Rapolla (Basilikata, Italien):
- Giannotto Pucci (16. März 1528 – 1537 †)
- Giovanni Vincenzo Acquaviva d’Aragona (7. Februar 1537 – 16. August 1546 †)
- Roberto Pucci, Kardinal (7. Dezember 1546 – 17. Januar 1547 †)
- Mario Ruffino (7. Februar 1547 – 1548 †)
- Alessandro Ruffino (1548 – 1574 zurückgetreten)
- Gaspare Cenci (8. Januar 1574 – 1590 zurückgetreten)
- Orazio Celsi (16. Juli 1590 – 1591 †)
- Marco Antonio Amidano (13. September 1591 – 1591 zurückgetreten)
- Matteo Brumano CRSA (13. November 1591 – 9. August 1594 †)
- Placido della Marra (6. März 1595 – 2. Dezember 1620 †)
- Desiderio Scaglia OP (17. März 1621 – 14. November 1622) dann Bischof von Como
- Lazzaro Caraffino † (19. Dezember 1622 – 7. Januar 1626) dann Bischof von Como
- Deodato Scaglia OP † (19. Januar 1626 – 18. April 1644) dann Bischof von Alessandria
- Giacomo Raimondi (2. Mai 1644 – 1644 †)
- Gerolamo Pellegrini (16. Januar 1645 – 12. April 1648 †)
- Luigi Branciforte (28. September 1648 – 1666 †)
- Giulio Caracciolo CRth (1. März 1666 – 24. August 1671 zurückgetreten)
- Tommaso De Franchis (24. August 1671 – Mai 1696 †)
- Francesco Antonio Triveri (24. September 1696 – Mai 1697 †)
- Antonio Spinelli CRth (2. Dezember 1697 – Oktober 1724 †)
- Mondilio Orsini CO (20. November 1724 – 8. März 1728) dann Erzbischof von Capua
- Giovanni Saverio De Leoni (22. November 1730 – 5. März 1735 †)
- Domenico Rosso OSBCoel (26. September 1735 – 8. Juli 1737) dann Erzbischof von Palermo
- Luca Antonio della Gatta (8. Juli 1737 – 25. September 1747 †)
- Pasquale Teodoro Basta (29. Januar 1748 – 27. Dezember 1765 †)
- Ferdinando De Vicariis OSB (14. April 1766 – 20. Juni 1780 †)
  - Vakanz (1780–1792)
  - Agostino Gervasio, OSA † (17. November 1784 – 27. Februar 1792) Elekt, dann Erzbischof von Capua[1]
- Filippo de Aprile (27. Februar 1792 – 1811 †)
  - Vakanz (1811–1818)
- Gioacchino de Gemmis (26. Juni 1818 – 12. Dezember 1822 †)
- Vincenzo Ferrari OP (3. Mai 1824 – 4. Mai 1828 †)
- Luigi Bovio OSB (18. Mai 1829 – 6. November 1847 †)
- Ignazio Sellitti (5. November 1849 – 1880 zurückgetreten)
- Giuseppe Camassa (4. August 1881 – 15. April 1911 zurückgetreten)
- Alberto Costa (4. Januar 1912 – 7. Dezember 1928) dann Erzbischof von Lecce
- Luigi dell’Aversana (29. Juli 1930 – 6. November 1934 †)
- Domenico Petroni (1. April 1935 – 5. Oktober 1966 zurückgetreten)
  - Vakanz (1966–1973)
- Giuseppe Vairo (5. März 1973 – 25. Oktober 1976 zurückgetreten)
- Armando Franco (25. Oktober 1976 – 12. September 1981) dann Bischof von Oria
- Vincenzo Cozzi (12. September 1981 – 30. September 1986) dann erster Bischof von Melfi-Rapolla-Venosa